# دونالد دبليو. مونرو
دونالد دبليو. مونرو هو سياسي كندي، ولد في 8 أبريل 1916، وتوفي في 28 يوليو 1998. حزبياً، نشط في الحزب الكندي التقدمي المحافظ. وقد انتخب عضو مجلس العموم الكندي.